# Sammy Ghozlan

Son livre

Sammy Ghozlan, né en 1942 à Constantine en Algérie française et mort le 11 septembre 2023 à Netanya en Israël, est un commissaire de police français et militant associatif, connu pour son engagement dans la lutte contre l’antisémitisme en France. Il est le fondateur du Bureau national de vigilance contre l'antisémitisme (BNVCA), qu’il préside pendant plus de vingt ans.

## Biographie
Né en 1942 dans une famille juive de Constantine, Sammy Ghozlan grandit dans un contexte marqué par les tensions intercommunautaires, notamment le pogrom de 1934 resté dans la mémoire collective. Il quitte l’Algérie lors de l’Exode des pieds-noirs après l’indépendance en 1962 et s’installe en France métropolitaine.
Il entre dans la police nationale française, où il fait carrière jusqu’au grade de commissaire. En région parisienne, il se spécialise dans la police de proximité, et crée notamment des brigades de protection des mineurs ainsi que le dispositif des îlotiers, pour renforcer la présence policière dans les quartiers sensibles.
En 1982, il est missionné pour assister l’enquête sur l’attentat de la rue des Rosiers, dans lequel six personnes sont tuées. Cette implication marque profondément son engagement futur contre les violences antisémites.
Dans les années 2000, à l’approche de la retraite, il fonde plusieurs structures communautaires locales, notamment le Conseil des communautés juives de Seine-Saint-Denis (CCJ 93), et devient délégué du CRIF pour ce département.
En 2015, Sammy Ghozlan fait son aliyah et s’installe à Netanya, en Israël, tout en continuant à piloter le BNVCA à distance.

## Engagement contre l’antisémitisme
En 2002, face à une recrudescence des actes antisémites en France (incendies de synagogues, agressions de personnes, menaces dans les écoles), Sammy Ghozlan fonde le Bureau national de vigilance contre l’antisémitisme (BNVCA). L’objectif est de recenser les actes antisémites, signaler les incidents aux autorités et accompagner les victimes sur les plans juridique et médiatique.
Le BNVCA met en place une ligne téléphonique permanente permettant de recueillir les témoignages d’agression 24h/24. L’association se porte partie civile dans de nombreuses affaires, et fournit également un appui juridique aux victimes.
Ghozlan considère que de nombreux actes de haine sont couverts par un discours anti-israélien radical, qu’il qualifie d’antisionisme masqué. À ce titre, il s’oppose fermement au mouvement BDS. En 2010, le BNVCA engage une procédure contre plusieurs militants ayant appelé au boycott de produits israéliens.
En 2021, il est auditionné par la Commission d’enquête parlementaire sur les dysfonctionnements dans l’affaire Sarah Halimi, au titre de son expertise sur les violences antisémites et les réponses judiciaires apportées.
Installé en Israël depuis 2015, il continue de diriger le BNVCA à distance et reste en lien constant avec les institutions françaises. Il participe régulièrement à des conférences ou auditions via visioconférence.

## Fonctions communautaires
En parallèle de ses activités policières et associatives, Sammy Ghozlan occupe plusieurs fonctions dans les institutions juives françaises. Il est notamment :
- Président du Conseil des communautés juives de Seine-Saint-Denis (CCJ 93) ;
- Délégué départemental du CRIF pour la Seine-Saint-Denis[5];
- Membre du comité directeur du CRIF[5];
- Vice-président du Consistoire de Paris[7];
- Administrateur du Consistoire central israélite de France.

En 2009, il participe à un hommage interreligieux rendu à Mgr Olivier de Berranger, évêque de Saint-Denis, pour sa reconnaissance de la responsabilité de l’Église dans la Shoah.

## Distinctions
En juillet 2010, Sammy Ghozlan est fait chevalier de la Légion d’honneur pour l’ensemble de sa carrière dans la police nationale et pour son engagement militant. La décoration lui est remise par le ministre de l’Intérieur Brice Hortefeux lors d’une cérémonie officielle à Paris, en présence de personnalités communautaires et républicaines.

## Réception médiatique et controverses
Sammy Ghozlan bénéficie d’une forte visibilité médiatique, notamment au sein de la presse communautaire, mais aussi dans les médias généralistes français et internationaux.
En 2015, il est présenté dans un reportage du magazine américain Vanity Fair comme un acteur clé de la lutte contre l’antisémitisme en France. L’article, intitulé Paris en flammes, le décrit comme un policier pugnace, surnommé le Columbo sépharade pour son flair et son obstination. Le reportage est largement repris dans la presse française, notamment par Libération.
Ses prises de parole sont parfois critiquées pour leur ton alarmiste ou leur manque de prudence. En 2004, il relaie publiquement un témoignage d’agression antisémite dans le RER, qui se révélera ultérieurement inventé. L’affaire, très médiatisée, jette un doute sur la véracité des signalements relayés par le BNVCA.
En 2011, le président du CRIF Richard Prasquier le suspend temporairement du comité directeur du CRIF pour « manque de concertation », tout en saluant son engagement.

## Décès et hommages
Sammy Ghozlan meurt le 11 septembre 2023 à Netanya, en Israël, à l’âge de 81 ans. Son décès suscite une vague d’hommages au sein des institutions juives françaises et israéliennes.
Le BNVCA rend hommage à un homme « infatigable, inclassable et indépendant », saluant « un guerrier de la lutte contre l’antisémitisme ». L’ambassade d’Israël en France salue « plus de 20 ans de travail inlassable et si louable contre le fléau de l’antisémitisme ».
Le CRIF, le Consistoire central israélite de France, le Grand rabbin de France Haïm Korsia ainsi que plusieurs responsables politiques et communautaires saluent son engagement constant auprès des victimes.
Une cérémonie en son hommage est organisée à la Grande Synagogue de la Victoire à Paris le mois suivant sa mort.